# هری لارسن
هری لارسن (دانمارکی: Harry Larsen؛ ۴ سپتامبر ۱۹۱۵ – ۱۲ اوت ۱۹۷۴) قایقران روئینگ اهل دانمارک بود.
وی در مسابقات کشوری و بین‌المللی در مجموع برندهٔ ۲ مدال نقره شده‌است.